# عبد الله المري
عبد الله المري، لاعب كرة قدم قطري، من مواليد 3 يونيو 1995 . لعب سابقاً مع نادي السيلية .

## روابط خارجية
- عبد الله المري على موقع إي إس بي إن إف سي (الإنجليزية)
- عبد الله المري على موقع قاعدة بيانات كرة القدم.إي يو (الإنجليزية)
- عبد الله المري على موقع Soccerway.com (الإنجليزية)
- عبد الله المري على موقع عالم كرة القدم.نت (الإنجليزية)